# Joseph Barth
Joseph Barth (Kelmis, 24 november 1936) is een voormalig Belgisch politicus van de Sozialistische Partei.

## Levensloop
Barth werd beroepshalve slager.
In 1965 werd hij gemeenteraadslid van Kelmis en bleef dit tot in 2012, voor een periode van 47 jaar. Van 1997 tot 2012 was hij tevens provincieraadslid van Luik.
Van 1988 tot 2000 was hij lid van het Parlement van de Duitstalige Gemeenschap en van 2000 tot 2012 was hij als provincieraadslid tevens raadgevend lid van dit parlement.